# Lleó III (papa)
Lleó III (Roma, ? – 12 de juny del 816) va ser el 96è  Papa de l'Església catòlica de 795 al 816.

## Biografia
Poc se sap de la seva vida abans de la seva elecció al tron papal. Nascut i criat a Roma, sacerdot d'origen modest i sense suport entre les grans famílies romanes, va adquirir una gran experiència en els oficis del Laterà. En el moment de la seva elecció era cardenal prevere de Santa Susanna i responsable del tresor pontifici. Va ser elegit pontífex per unanimitat el 26 de desembre de 795 , el dia que el seu predecessor, el papa Adrià I, va ser enterrat, i va ser consagrat l'endemà.

### Relacions amb els francs
El seu primer acte va ser comunicar la seva elecció al rei dels francs, Carlemany, lliurant-li les claus de la tomba de Sant Pere (per simbolitzar la confirmació del paper del rei com a guardià de la religió) i l'estendard de Roma (símbol polític amb el qual Carlemany era reconegut com el defensor armat de la fe). Tot el poder polític es concentrava doncs en Carles, però sempre sota la protecció de la Mater Ecclesia, mentre que tot el poder espiritual restava al Papa. Però d'aquesta manera el poder de Carlemany encara entrava dins la supremacia de l'Església, mentre que el rei dels francs veia les coses exactament al revés: una Església que es reconeixia filla de l'autoritat política i religiosa unificada en la persona del sobirà. I en aquest sentit va respondre al pontífex, declarant que era seva funció la defensa de l'Església, mentre que la tasca del papa, com primer entre els bisbes, era pregar pel regne i per la victòria de l'exèrcit. Carlemany estava absolutament convençut d'aquesta divisió de rols i que ell era (excepte en l'àmbit teològic) responsable de la gestió de l'Església, i així ho va demostrar amb la seva contínua ingerència en l'àmbit eclesiàstic. El Papa, a més, no va tenir la força del seu predecessor per oposar-se a les pretensions del rei.

### L'atac del 799 i les seves conseqüències
El 25 d'abril de 799, Lleó III va patir un atac planificat pels nobles romans Pascale, nebot del papa Adrià I, i Campolo, primicer, que volien eliminar a Lleó i fer elegir un membre de la seva facció al tron papal.
| «           | El 25 d'abril, dia de les lletanies majors, el papa havia de participar en una processó solemne […] Els conspiradors van decidir assassinar-lo al seu pas. Es van amagar prop del monestir de San Silvestre in Capite i, quan el Papa va entrar a l'església, es van precipitar sobre ell i el van colpejar, tirant-lo a terra. Van intentar treure-li els ulls i tallar-li la llengua. Llavors els atacants el van traslladar per seguretat al monestir de Sant'Erasmo, al Celio. Allà, finalment, van acabar els seus intents. Els seus defensors, desorientats al principi, van intentar alliberar-lo. Albino va preparar la seva fugida. El Papa s'escapà de nit, per una finestra, per mitjà de cordes i efectivament protegit pels seus partidaris, es va retirar amb ells a la basílica de Sant Pere. | » |
| — Léon Homo | |   |

L'atac va ser frustrat gràcies a la intervenció del duc de Spoleto, protegit pels missi dominici de Carlemany. Ja no se sentia segur, Lleó III es va traslladar temporalment, amb un seguici de 200 persones, a Paderborn, a Westfàlia, on s'allotjava el mateix Carlemany. Hi va estar aproximadament un mes.  No hi ha testimonis de les converses de Paderborn entre el Papa i Carlemany, però els esdeveniments posteriors ens permeten intuir-ne el contingut. ref>C. Rendina, op. cit., p. 248</ref>
Des de Roma van arribar representants de l'oposició juntament amb notícies que en part semblaven confirmar les acusacions fetes contra el Papa pels conspiradors. Carlemany es va consultar amb el teòleg i conseller Alcuí de York que, havent pres nota de les acusacions i sospites contra el papa (adulteri i fals jurament), va suggerir, tanmateix, al rei una actitud d'extrema prudència: cap poder terrenal no podia jutjar el papa (prima sedes a nemine iudicatur) i la seva eventual deposició podria ser especialment perjudicial per a qui l'ordenava i provocar un gran descrèdit per a tota l'Església cristiana; "... la salvació del cristianisme rau en tu", va escriure al rei.
Escoltat per bisbes i nobles francs, Lleó va tornar a Roma el 29 de novembre de 799, acollit triomfant (la diplomàcia franca s'havia traslladat a Roma de tal manera que va posar l'oposició en minoria, i la manca de col·laboració de Carlemany va ser, en part, una sorpresa per als atacants). El Papa va tornar al tron sagrat, mentre els bisbes de l'escorta que l'havien acompanyat recollien documents i testimonis sobre les acusacions, que van enviar a Carlemany juntament amb els responsables de l'atac al pontífex.

#### La visita de Carlemany a Roma i la coronació imperial
L'atac al pontífex, que en tot cas era un signe d'un clima d'agitació a Roma, no podia quedar impune (Carles encara era investit del títol de Patricius Romanorum), i en la reunió anual celebrada l'agost de 800 a Magúncia amb els grans del regne va comunicar la seva intenció de descendir a Itàlia.
Oficialment, la visita de Carlemany a Roma el novembre de l'any 800 tenia l'objectiu de resoldre la qüestió entre el Papa i els hereus d'Adrià I, que acusava el pontífex de ser absolutament inadequat per a la tiara papal, ja que era un "home dissolut". Tenia amb ell el seu fill Carles el Jove, un gran seguici d'alts prelats i homes armats, i també va fer tornar els responsables de l'atac al Papa, entre ells Pascale i Campolo; El 23 de novembre, Lleó va anar a trobar-lo a Mentana, a uns vint quilòmetres de la ciutat, també amb un gran seguici de gent i clergat, i van entrar solemnement a la ciutat. Els càrrecs (i les proves) aviat van resultar difícils de refutar, i Carlemany es va trobar extremadament avergonyit, però no va poder permetre que el cap del cristianisme fos difamat i qüestionat. L'1 de desembre, el rei va convocar ciutadans, nobles i clergues francs i romans a Sant Pere (un encreuament entre un tribunal i un concili) per comunicar-li que restabliria l'ordre i esbrinaria la veritat. El debat es va allargar durant tres setmanes; si bé és cert que la posició del Papa no semblava aflorar amb claredat, els acusadors no van poder aportar proves concretes i, al final, basant-se en principis (erròniament) atribuïts al papa Símmac (inicis del segle vi), la posició ja expressada per Alcuí de York (que havia preferit no participar en el viatge a Roma, la més alta autoritat de la moralitat, així com la suprema cristiana), com a representant de Déu que jutja tots els homes, no pot ser jutjat pels homes. Però això no va significar l'absolució i Lleó va optar (o potser el moviment ja s'havia decidit a Paderborn) per sotmetre's a un jurament. El 23 de desembre, davant Carlemany i una multitud immensa, Lleó III va jurar per l'Evangeli i, cridant Déu com a testimoni, la seva innocència dels crims i culpabilitats dels quals se l'acusava. N'hi havia prou d'establir la innocència del Papa en les acusacions formulades contra ell i de reconèixer-lo com a titular legítim del tron papal; la conseqüència directa i immediata va ser que Pascale i Campolo foren declarats culpables del delicte d'alta traïció i condemnats a mort. Per intercessió del mateix Lleó, que temia els efectes d'una nova hostilitat en cas de dur-se a terme, la sentència va ser commutada per l'exili.

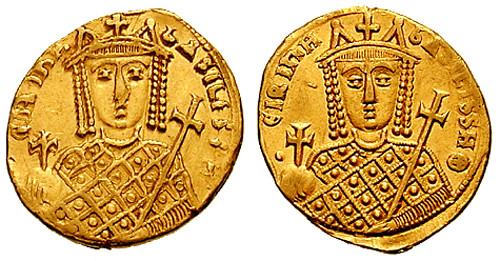
La Basilisa d'Orient

L'any 797 Irene d'Atenes va pujar al tron de l'Imperi Romà d'Orient, continuació medieval legítima de l'Imperi Romà de l'antiguitat, i es va proclamar basileu (emperadriu). El fet que el tron «romà» fos ocupat per una dona va fer que el papa considerés vacant el tron "romà". Irene va ser la primera dona que va tenir plens poders sobre l'Imperi Romà i, per marcar-ho, també va assumir el títol imperial masculí de basileu dels romans, és a dir, "emperador dels romans".

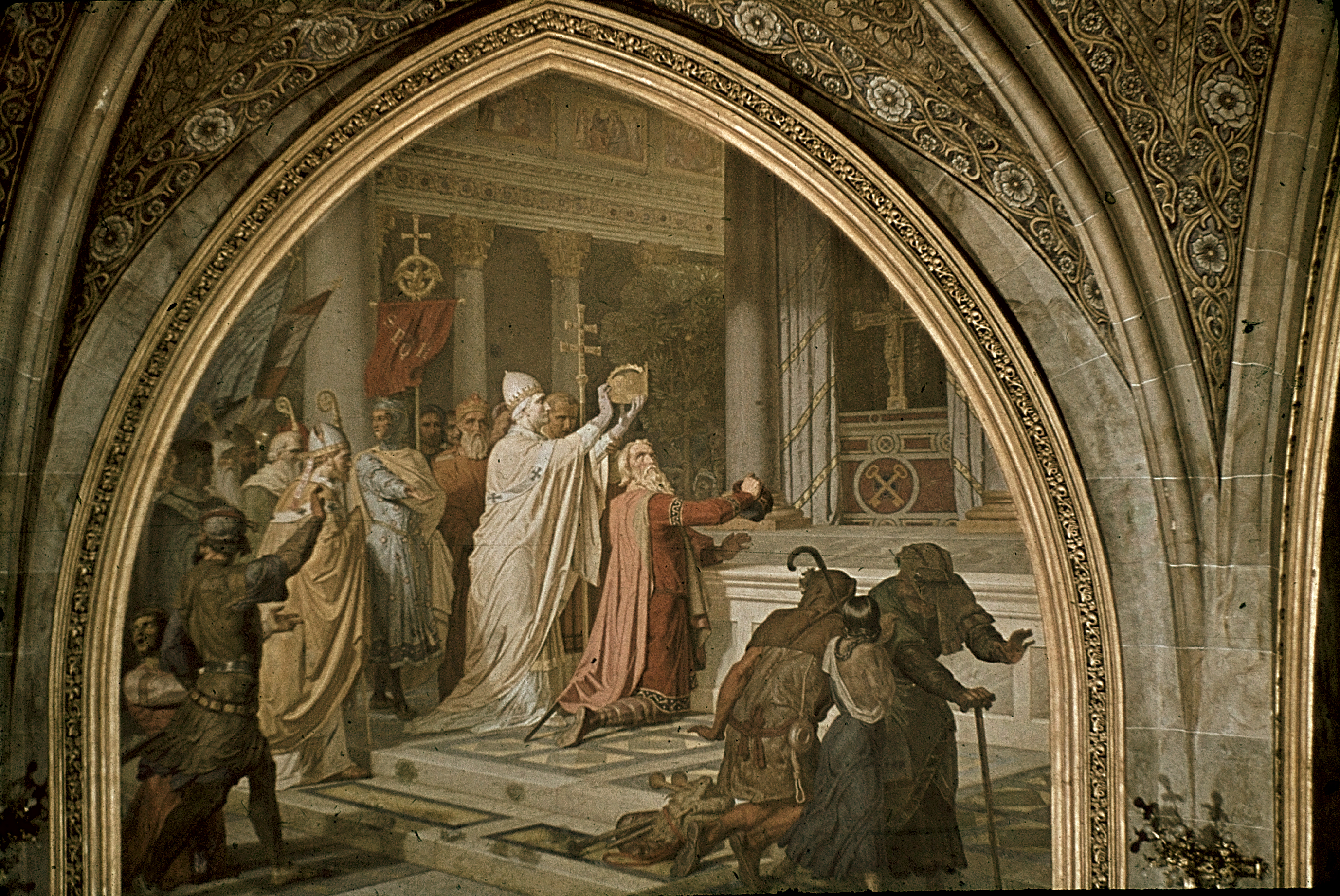
El papa Lleó III corona Carlemany.

L'endemà, al final dels oficis de la Nit de Nadal en què Carlemany participava a la basílica de Sant Pere, el Papa li va col·locar una corona d'or al cap, consagrant-lo emperador cristià i pronunciant aquestes paraules: "A Carlemany, piadosíssim august, coronat per Déu, gran i pacífic emperador dels romans, vida i victòria!" Carlemany va rebre el títol segons el costum practicat a Constantinoble, és a dir, a través de l'acclamatio del poble. La paternitat de la iniciativa encara no està clara (i el problema no sembla que tingui solució), els detalls de la qual, tanmateix, sembla probable que s'haguessin definit durant les discussions confidencials a Paderborn i, potser, també seguint el suggeriment d'Alcuí: de fet, la coronació podria haver estat el preu que el Papa havia de pagar a Carles per l'absolució de les acusacions contra ell. Segons una altra interpretació (P. Brezzi), la paternitat de la proposta s'hauria d'atribuir a una assemblea de les autoritats romanes, que va ser tanmateix benvinguda (però aparentment sense gaire entusiasme) tant per Carlemany com pel Papa; en aquest cas el pontífex hauria estat l'"executor" de la voluntat del poble romà del qual n'era el bisbe. Cal assenyalar, però, que les úniques fonts històriques sobre els fets d'aquells dies són d'origen franc i eclesiàstic i per raons òbvies ambdues tendeixen a limitar o distorsionar la interferència del poble romà en l'esdeveniment. És cert, però, que amb l'acte de coronació l'Església de Roma es va presentar com l'única autoritat capaç de legitimar el poder civil atribuint-li una funció sagrada, però també és cert que, en conseqüència, la posició de l'emperador es va convertir també en una posició d'orientació en els afers interns de l'Església, amb un enfortiment del paper teocràtic del seu govern. I, tanmateix, cal reconèixer que amb aquest únic gest Lleó, per altra banda no una figura especialment destacada, va lligar indissolublement els francs a Roma, va trencar el vincle amb l'Imperi Romà d'Orient, que ja no veia com l'únic hereu de l'Imperi Romà, potser va complir les aspiracions del poble romà i va establir el precedent històric de la supremacia absoluta del poder sobre la terra del Papa. El naixement d'un nou Imperi d'Occident no va ser ben rebut per l'Imperi d'Orient, que tanmateix no disposava dels mitjans per intervenir. L'emperadriu Irene va haver de presenciar impotent el que passava a Roma; sempre es va negar a reconèixer el títol d'emperador a Carlemany, considerant la coronació de Carlemany per part del papa un acte d'usurpació del poder.
Amb motiu de la visita a Roma, el fill de Carles, Pipí, va ser coronat rei d'Itàlia i, d'aquesta manera, l'antiga qüestió dels territoris que s'haurien d'haver retornat a l'Església, segons el compromís solemne signat entre el mateix Carlemany i el papa Adrià I, i mai respectat, va continuar pendent.
Cap document informa de les motivacions i decisions preses en una visita posterior del papa Lleó a l'emperador l'any 804.
A la mort de Carlemany l'any 814 , la facció antipapal dels exiliats Pascale i Campolo va ressorgir, planejant un nou atemptat contra la vida del Papa, però aquesta vegada els responsables van ser descoberts i immediatament jutjats i executats. El nou emperador Lluís va enviar el rei d'Itàlia Bernat, fill del difunt rei Pipí, a Roma per investigar i resoldre el problema, que va tancar definitivament sufocant els nous disturbis. La situació va ser confiada al duc Winiges de Spoleto, que es va establir a la ciutat amb les seves tropes i va dur a terme noves sentències capitals. Tanmateix, les fonts són incertes per aquests anys i per les complicades circumstàncies de la primera part del segle ix.

### Qüestions eclesiàstiques i teològiques
Ja l'any 798 Carlemany havia dut a terme un acte pel qual ampliava la seva funció de lideratge a l'àmbit eclesiàstic assumint algunes de les prerrogatives del pontífex. Va enviar una ambaixada a Roma amb l'encàrrec de presentar al Papa el pla de reorganització eclesiàstica de Baviera, amb l'elevació de la diòcesi de Salzburg al rang de seu arxiepiscopal i la nominació del bisbe de confiança Arno com a titular d'aquesta seu. El Papa va prendre nota, ni tan sols va intentar recuperar el que havia de ser el seu privilegi i va acceptar el pla de Carles, simplement implementant-lo. L'any 799 el rei franc va tornar a sobrepassar les seves funcions reials convocant i presidint un concili a Aquisgrà (una mena de duplicat del de Frankfurt el 794) en el qual el docte teòleg Alcuí de York va refutar, utilitzant la tècnica de la disputa, les tesis del bisbe Fèlix d'Urgell, promotor de l'heretgia adopcionista que s'estava tornant a difondre. Alcuí va sortir victoriós, Fèlix d'Urgell va admetre la derrota, va abjurar les seves tesis i va fer un acte de fe, amb una carta que també va adreçar als seus fidels. Posteriorment, es va enviar una comissió al sud de França, terra on es va estendre l'adopcionisme, amb l'encàrrec de restablir l'obediència a l'Església de Roma. En tot això el Papa, que hauria d'haver estat personalment responsable de convocar el concili i de preparar l'ordre del dia, va ser poc més que un espectador.
Una altra qüestió teològica que va veure imposar-se a Carlemany sobre el pontífex (uns anys més tard, quan ja havia estat coronat emperador) va ser la de la filioque. En la formulació del text tradicional del Credo, la fórmula utilitzada era segons la qual l'Esperit Sant descendeix del Pare a través del Fill i no, igualment, del Pare i del Fill (en llatí, precisament, filioque) com s'utilitzava a Occident. El mateix Papa, en compliment de les deliberacions dels concilis que ho havien establert, va considerar vàlida la versió grega (que, entre altres coses, no preveia la recitació del Credo durant la missa), però tot i així va voler sotmetre la qüestió a l'opinió de Carlemany. El novembre de 809 , l'emperador va convocar un concili de l'Església franca a Aquisgrà, que va declarar que el Filioque era la doctrina de l'Església i va ordenar el cant del Credo amb aquesta inscripció a la missa. Lleó, havent convocat al seu torn una assemblea de bisbes l'any següent, es va negar a prendre'n nota (potser també per evitar conflictes amb l'Església oriental), i durant uns dos segles l'Església romana va utilitzar una formulació diferent a la de les altres Esglésies occidentals, fins que, cap a l'any 1000, la versió establerta per l'emperador franc, que ha arribat fins als nostres dies, va ser definitivament acceptada. Finalment, Lleó va ordenar que el credo, sense aquesta clàusula, fos gravat sobre dues taules d'argent i exposat a la Basílica de Sant Pere.

### Relacions amb altres regnes cristians
Lleó va ajudar a la reassentament del rei anglosaxó Eardwulf de Northumbria (808–811 o 830) i va resoldre diverses disputes entre els arquebisbes de York i Canterbury.

## Culte
Lleó III va morir el 12 de juny del 816 i fou enterrat a la Basílica de Sant Pere.
El 1673 el seu nom va ser inserit pel papa Climent X al Martirologi romà. La seva celebració litúrgica té lloc el 12 de juny.
L'aniversari va ser eliminat del calendari durant la revisió litúrgica de 1953, però encara es manté per l'actual edició del Martirologi romà, que el recorda així:
| « | 12 de juny - A Roma, a Sant Pere, Sant Lleó III, Papa, que va conferir a Carlemany, rei dels francs, la corona de l'Imperi Romà i va fer tot el que va poder per defensar la veritable fe i la dignitat divina del Fill de Déu. | » |